# Radiogrammofoon

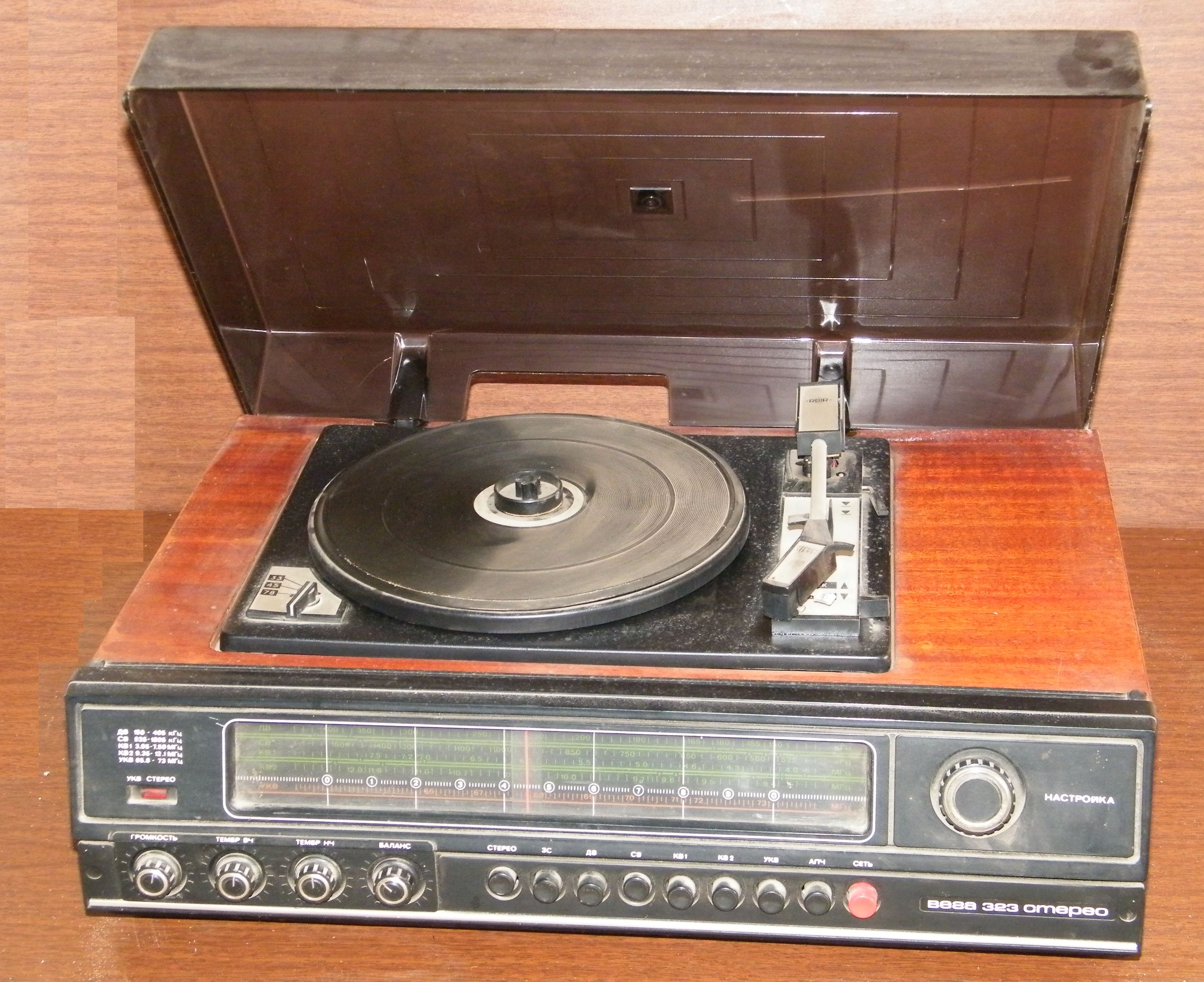
Een Russische Vega-323 radiogrammofoon

Een radiogrammofoon of radiogram is een combinatie van een grammofoon en een radiotoestel in één apparaat. De geluidskwaliteit van de radiogrammofoon is achterhaald door de moderne platenspeler. De muziek werd elektrisch versterkt.